# Перший Московський процес
Перший Московський процес, «Троцькістсько-зінов'євського об'єднаного центру» процес — відкритий
судовий процес, що відбувся 19—24 серпня 1936 в Москві і мав на меті дискредитацію колишніх учасників антисталінської опозиції.
Для цього було використано вбивство С.Кірова 1 грудня 1934. На оперативному обліку органів
НКВС на початку 1935 перебувало 10 835 колишніх троцькістів, із них 1765 осіб відбували покарання
або перебували під слідством. Із них почали видобувати зізнання про існування єдиного підпільного центру. 9 лютого 1936
НКВС СРСР надіслав до своїх периферійних органів шифротелеграму, в якій вимагалося перейти «до ліквідації всіх агентурних
справ по троцькістах і зінов'євцях, не обмежуючись вилученням активу». Повідомлялося, що нібито ряд троцькістсько-зінов'євських груп висунув ідею створення єдиного організаційного центру всередині СРСР і що в Москві викрито й ліквідовано троцькістську організацію, якою керував із-за кордону Лев Троцький. Повідомлялося також, що ця організація мала філіали на місцях і готувала терористичний акт проти Й.Сталіна. 20 травня 1936 політбюро ЦК ВКП(б) ухвалило постанову про репресування троцькістів. 19 червня 1936 нарком внутрішніх справ СРСР Г.Ягода надіслав Й.Сталіну список 82-х «учасників контрреволюційної троцькістської організації, причетних до терору».
У листі було запропоновано знов віддати до суду Г.Зінов'єва і Л.Каменєва. 29 липня 1936 ЦК ВКП(б) розіслав «закритий лист» під назвою «Про терористичну діяльність троцькістсько-зінов'євського контрреволюційного блоку». Цей лист був відредагований особисто Й.Сталіним, який посилив обвинувачення проти троцькістів і зінов'євців.
10 серпня 1936 слідство було завершене і відбувся показовий процес. Всі 16 підсудних (Г.Зінов'єв, Л.Каменєв, Г.Євдокимов, І.Бакаєв, С.Мрачковський, В.Тер-Ваганян, І.Смирнов, Ю.Дрейцер, І.Рейнгольд, Р.Пікель, Е.Гольцман, І.-Д.Круглянський. В.Ольберг, К.Берман-Юрін, М.Лур'є, Н.Лур'є) були засуджені до смерті. На основі матеріалів цієї справи заарештовано і засуджено в різних містах СРСР ще близько 160 осіб. 1988 всі вони були офіційно реабілітовані.